# Airseven
 Der er for få eller ingen kildehenvisninger i denne artikel, hvilket er et problem. Du kan hjælpe ved at angive troværdige kilder til de påstande, som fremføres i artiklen.

Airseven er et dansk charterflyselskab der flyver under Copenhagen Air Taxis driftstilladelse.
Selskabets hovedaktionær er Bjarke Hansen, som også ejer bl.a. Primo Tours, Århus Charter og SunCharter.
Flyselskabet blev grundlagt i 2020 under Corona pandemien.

## Flyflåde
- Airsevens flåde består af 4 fly (Maj 2025)
- 4 fly af typen Boeing 737-800[3]
  - OY-ASD
  - OY-ASE
  - OY-ASF
  - OY-ASG